# Château de Volonne
Le château de Volonne est situé sur le territoire de la commune française de Volonne, dans le département des Alpes-de-Haute-Provence et la région Provence-Alpes-Côte d'Azur.

## Histoire
Le château est inscrit au titre des monuments historiques depuis 8 septembre 1987, certaines parties (grand salon d'honneur, vestibule, escalier et sa cage avec son décor de gypserie) étant classées au titre des monuments historiques depuis 14 décembre 1992